# ATP Tour World Championships 1992 - Singolare
Il singolare dell'ATP Tour World Championships 1992 è stato un torneo di tennis facente parte dell'ATP Tour.
Pete Sampras era il detentore del titolo, ma Jim Courier lo ha battuto in the semifinale.
Boris Becker ha battuto in finale Jim Courier con il punteggio di 6–4, 6–3, 7–5.

## Teste di serie
1. Jim Courier (finale)
2. Stefan Edberg (round robin)
3. Pete Sampras (semifinali)
4. Goran Ivanišević (semifinali)

1. Michael Chang (round robin)
2. Petr Korda (round robin)
3. Boris Becker (campione)
4. Richard Krajicek (round robin)

## Tabellone

### Legenda
| - Q = Qualificato - WC = Wild card - LL = Lucky loser | - ALT = Alternate - SE = Special Exempt - PR = Protected Ranking | - w/o = Walkover - r = Ritirato - d = Squalificato |

### Finali
|  | Semifinali | Semifinali       | Semifinali       | Semifinali       | Semifinali   | Semifinali | Semifinali |  |  | Finale | Finale       | Finale       | Finale       | Finale | Finale | Finale |  |
|  |            |                  |                  |                  |              |            |            |  |  |        |              |              |              |        |        |        |  |
|  | 4          | Goran Ivanišević | Goran Ivanišević | Goran Ivanišević | 6            | 4          | 67         |  |  |        |              |              |              |        |        |        |  |
|  | 7          | Boris Becker     | Boris Becker     | Boris Becker     | 4            | 6          | 79         |  |  | 7      | Boris Becker | Boris Becker | Boris Becker | 6      | 6      | 7      |  |
|  | 1          | Pete Sampras     | Pete Sampras     | Pete Sampras     | Pete Sampras | 65         | 64         |  |  | 1      | Jim Courier  | Jim Courier  | Jim Courier  | 4      | 3      | 5      |  |
|  | 3          | Jim Courier      | Jim Courier      | Jim Courier      | Jim Courier  | 7          | 7          |  |  |        |              |              |              |        |        |        |  |

### Gruppo Rod Laver
|   |                  | Courier             | Ivanišević  | Chang            | Krajicek            | RR W–L | Set W–L | Game W–L | Standings |
| 1 | Jim Courier      |                     | 3–6, 3–6    | 7–5, 6–2         | 6(4)–7, 7–6(1), 7–5 | 2–1    | 4–3     |          | 2         |
| 4 | Goran Ivanišević | 6–3, 6–3            |             | 7–6(4), 6–2      | 6–4, 6–3            | 3–0    | 6–0     |          | 1         |
| 5 | Michael Chang    | 5–7, 2–6            | 6(4)–7, 2–6 |                  | 6–2, 3–6, 6(4)–7    | 0–3    | 1–6     |          | 4         |
| 8 | Richard Krajicek | 7–6(4), 6(1)–7, 5–7 | 4–6, 3–6    | 2–6, 6–3, 7–6(4) |                     | 1–2    | 3–5     |          | 3         |

La classifica viene stilata in base ai seguenti criteri: 1) Numero di vittorie; 2) Numero di partite giocate; 3) Scontri diretti (in caso di due giocatori pari merito ); 4) Percentuale di set vinti o di games vinti (in caso di tre giocatori pari merito ); 5) Decisione della commissione.

### Gruppo Ken Rosewall
|   |               | Edberg        | Sampras        | Korda         | Becker         | RR W–L | Set W–L | Game W–L | Standings |
| 2 | Stefan Edberg |               | 3–6, 6–3, 5–7  | 6–3, 7–6(9)   | 4–6, 0–6       | 1–2    | 3–4     |          | 3         |
| 3 | Pete Sampras  | 6–3, 3–6, 7–5 |                | 3–6, 6–3, 6–3 | 7–6(5), 7–6(3) | 3–0    | 6–2     |          | 1         |
| 6 | Petr Korda    | 3–6, 6(9)–7   | 6–3, 3–6, 3–6  |               | 4–6, 2–6       | 0–3    | 1–6     |          | 4         |
| 7 | Boris Becker  | 6–4, 6–0      | 6(5)–7, 6(3)–7 | 6–4, 6–2      |                | 2–1    | 4–2     |          | 2         |

La classifica viene stilata in base ai seguenti criteri: 1) Numero di vittorie; 2) Numero di partite giocate; 3) Scontri diretti (in caso di due giocatori pari merito ); 4) Percentuale di set vinti o di games vinti (in caso di tre giocatori pari merito ); 5) Decisione della commissione.